# Батпак
Батпа́к (каз. Батпақ) — село у складі Аягозького району Абайської області Казахстану. Входить до складу Мамирсуського сільського округу.
Населення — 25 осіб (2021; 61 у 2009, 136 у 1999, 243 у 1989).
Національний склад станом на 1989 рік:
- казахи — 100 %